# Lamprosema euryphaealis
Lamprosema euryphaealis là một loài bướm đêm trong họ Crambidae.